# Fonderia Artistica Ferdinando Marinelli
La Fonderia Artistica Ferdinando Marinelli è una delle ultime fonderie d'arte fiorentine che realizza opere in bronzo utilizzando la tecnica rinascimentale della fusione a cera persa. Larga parte della scultura in bronzo prodotta a Firenze nel corso del Novecento è uscita da questa officina d'arte. Una delle opere fiorentine più conosciute e popolari, replicata dalla Fonderia Artistica Ferdinando Marinelli, è la Fontana del Porcellino, fusa nel 1988 e sostituita all'originale nel 1998.
Già nel 1929 la Fonderia si affaccia sulla scena internazionale realizzando il complesso monumentale 'La Carretta dei Pionieri' scolpito dallo scultore uruguaiano José Belloni e tuttora presente a Montevideo. Nel 1932 fonde i pannelli della monumentale scala di accesso ai Musei Vaticani opera dell'artista Antonio Maraini. Una delle ultime realizzazioni in ordine temporale è il Guerriero a cavallo di Skopje, inaugurato nella capitale macedone nel 2011, opera della scultrice Valentina Stevanovska per il progetto di riqualificazione urbanistica della Città di Skopje, Skopje 2014.

## Storia

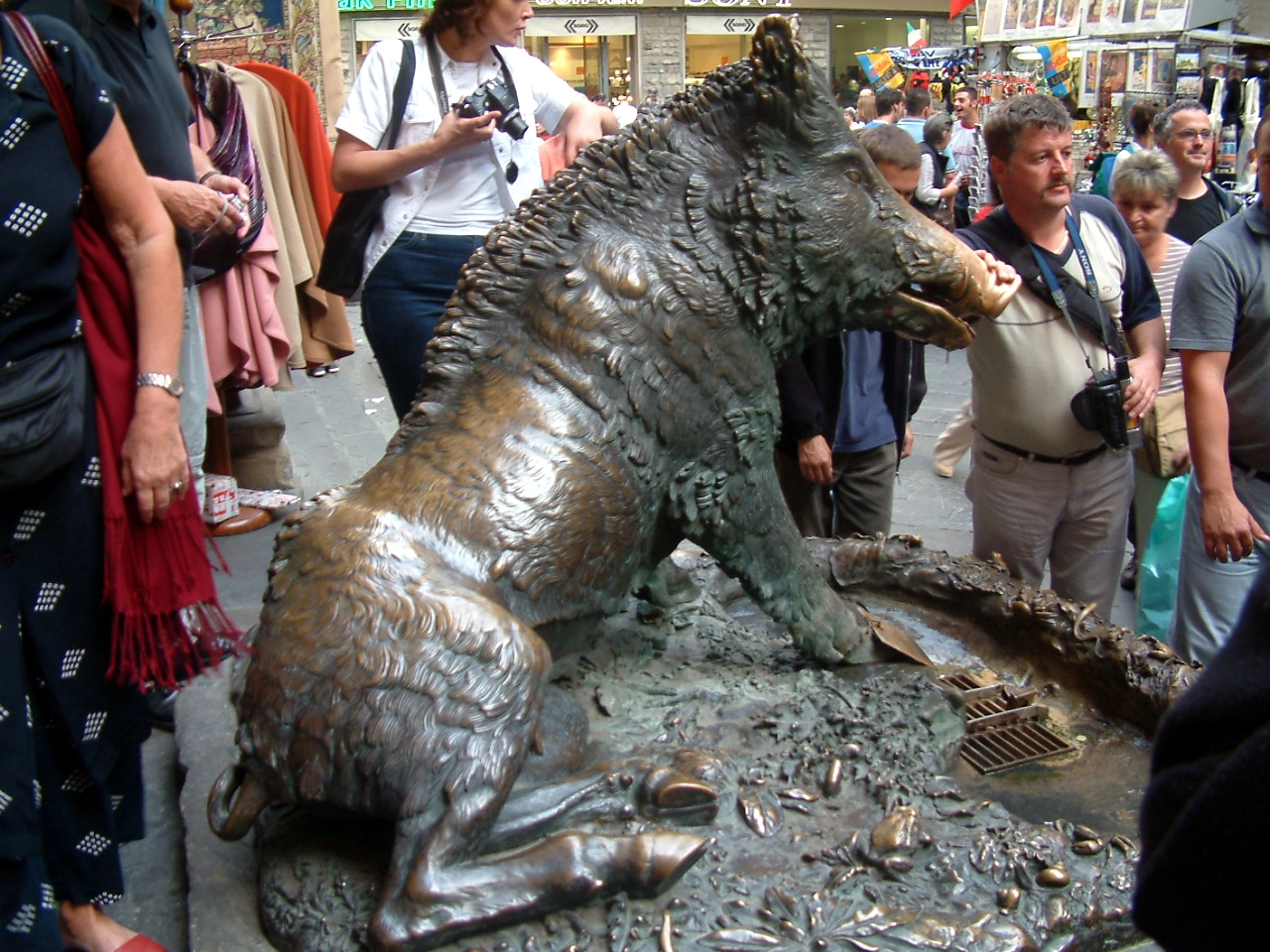
La replica fusa da Marinelli del Porcellino di Pietro Tacca. Firenze, Loggia del Mercato Nuovo

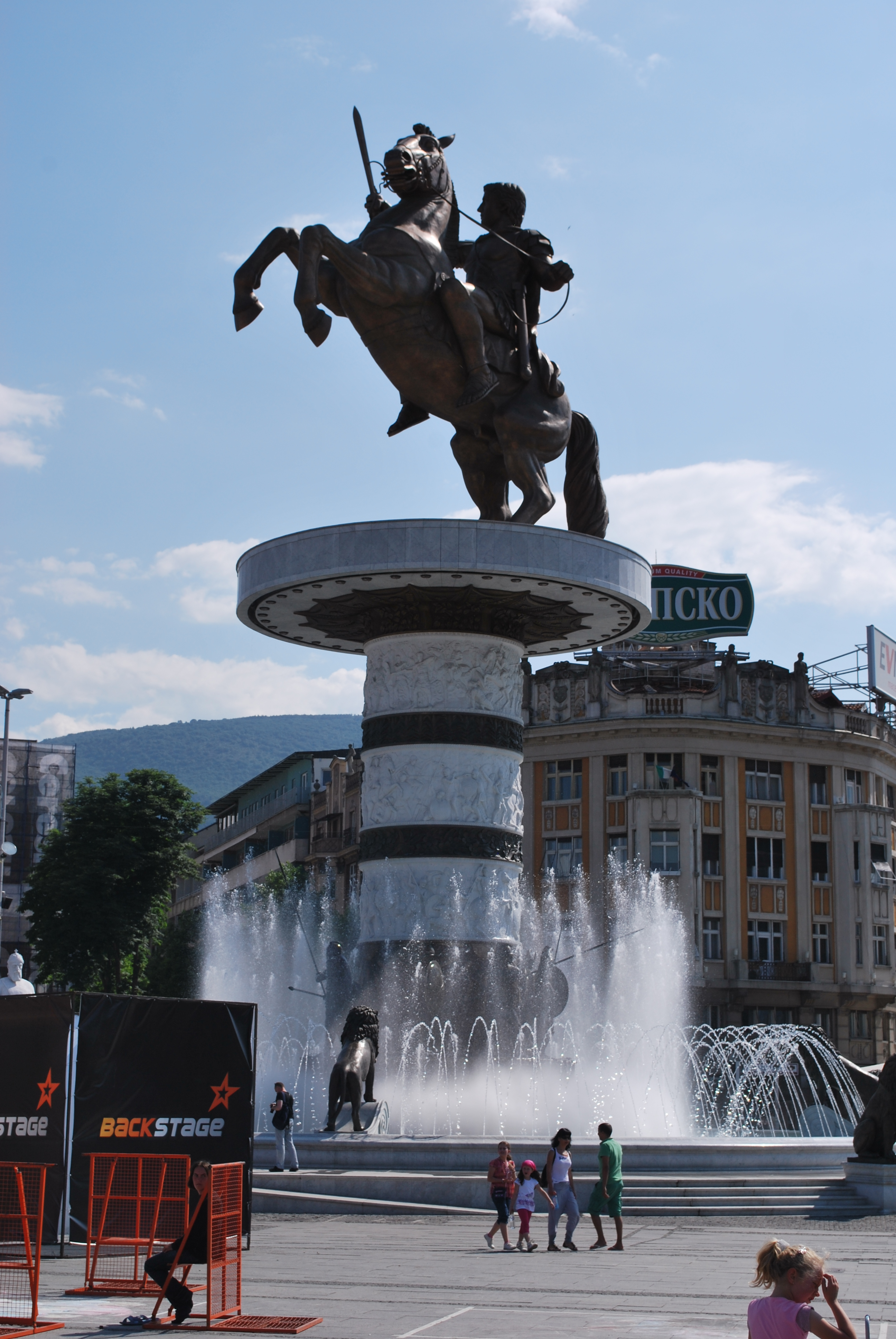
Il monumento al Guerriero a Cavallo di Skopje

La Storia della Fonderia Artistica Ferdinando Marinelli inizia con l'apertura nel 1905 di una piccola bottega a Firenze, in via de' Giudei (oggi via dei Ramaglianti) da parte di Ferdinando Marinelli. Nato a Piegaro (PG) nel 1887, Ferdinando Marinelli arrivò adolescente a Firenze e trovò impiego come apprendista prima nell'importante fonderia di Cusmano Vignali e poi presso la Fonderia Gabellini, cimentandosi da subito nelle tecniche di fusione a staffa e a cera persa. Nel 1915 si fece assumere dalla Fonderia Artistica di Alessandro Biagiotti detto 'Brucino'. 
Dopo la parentesi della prima guerra mondiale, Ferdinando Marinelli rilevò la Fonderia Gabellini di via del Romito (oggi via Filippo Corridoni). In questo periodo la Fonderia realizza diverse sculture in memoria dei caduti della Grande Guerra: i monumenti di Piazza Dalmazia a Firenze e di Poggio a Caiano (entrambi opera dell'artista Mario Moschi), e quelli di Barberino Val d'Elsa e di Cerbaia opera di Odo Franceschi. 
Nel 1927 la Camera di Commercio di Firenze censì le industrie artistiche della Provincia di Firenze: un redattore scrive che la fama della Fonderia Marinelli « si basa [...] sulla perfezione della fusione che permettono un sistema di patinatura ad acidi per cui il metallo rimane scoperto e non perde niente dei suoi riflessi, ed assumendo una tonalità calda, quale è quella del bronzo naturale, dona molto al lavoro artistico»
Nel 1929 la Fonderia Artistica Ferdinando Marinelli fonde un gruppo scultoreo di 22 metri, realizzato dall'artista uruguaiano José Belloni per Montevideo (La Carretta dei Pionieri) e commissionato dal console Gilberto Fraschetti. Importanti commissioni giungono al Marinelli grazie alla stima che lo scultore Antonio Maraini ha di lui, e che lo scelse come fonditore quando fu incaricato da Pio XI di occuparsi dei rilievi per ornare la nuova scala monumentale dei Musei Vaticani.
L'espansione della Fonderia continua e poco prima della Seconda Guerra Mondiale alla produzione artistica affianca fusioni industriali e la raffinazione dei metalli, attività che diviene la principale durante il conflitto. Nel 1945, Ferdinando Marinelli lascia la fonderia ai figli Aldo e Marino che continuano la tradizione artistica. Alla morte di Marino Marinelli la gestione della Fonderia passa al figlio Ferdinando Jr. che, mantenendo l'antica tradizione della fusione a cera persa, ha fatto della Fonderia Artistica Ferdinando Marinelli una delle ultime officine d'arte e un punto di riferimento per l'eccellenza artigianale italiana.
Oltre a importanti commesse da Stati esteri e da collezionisti privati, la Fonderia Marinelli ha realizzato per conto del Comune di Firenze la replica della Fontana del Porcellino di Pietro Tacca alla Loggia del Mercato Nuovo, (sostituita all'originale che dal 2004 è esposto al Museo Bardini), la replica del Bacco di Giambologna in Borgo San Jacopo (sostituito all'originale, dal 2006 al Museo nazionale del Bargello), e del San Matteo del Ghiberti all'esterno della Chiesa di Orsanmichele (originale all'interno).

## La sede della Fonderia
La Fonderia Artistica Ferdinando Marinelli rimane nella sede di via Corridoni, a Firenze, fino al 2006, quando la mole di lavoro e le norme di salvaguardia ambientale non consentono più di fondere il bronzo in città. Ferdinando Marinelli jr. decide allora di costruire una nuova sede nel comune di Barberino Val d'Elsa, Firenze, dotando l'officina di nuovi forni fusori e di nuove fornaci per la cottura delle forme, ma lasciando inalterate tutte le altre fasi della lavorazione tradizionale.
Presso la Galleria Bazzanti di Firenze, sono esposte numerose opere della Fonderia Marinelli. Nella storica Galleria d'Arte sul Lungarno Corsini, tra Ponte alla Carraia e Ponte Santa Trinita, è possibile ammirare alcuni dei capolavori realizzati, come le repliche da modello originale di opere classiche e rinascimentali.

## La collaborazione con il Vaticano

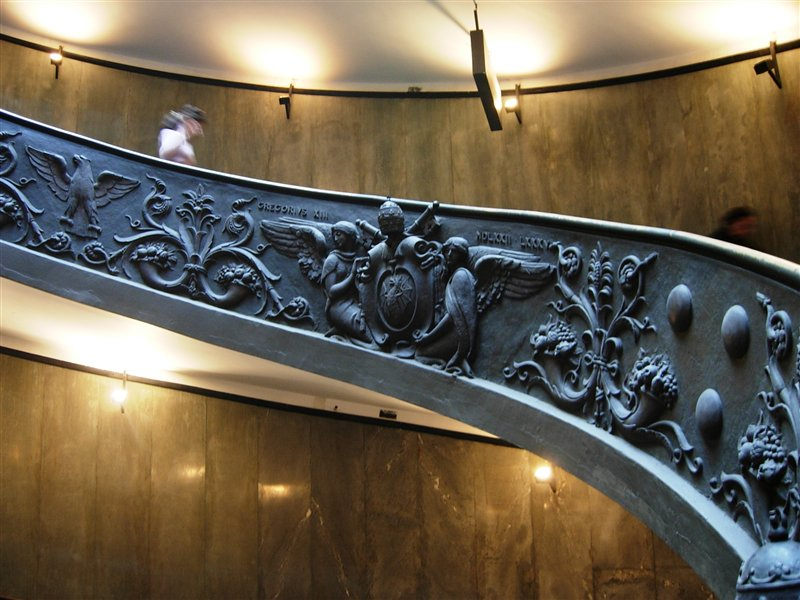
Lo scalone di ingresso ai Musei Vaticani di Antonio Maraini, 1932

Come già ricordato, l'amicizia con Antonio Maraini permise a Ferdinando Marinelli di instaurare un rapporto di collaborazione con lo Stato Vaticano: dopo la commessa per la fusione dei fregi della monumentale scala di ingresso ai Musei Vaticani, la Fonderia si occupò anche di realizzare il sepolcro e la maschera mortuaria (questa in argento) del Pontefice Pio XI, commissionati all'artista Antonio Berti, e la Porta Santa della Basilica di San Pietro in Vaticano scolpita dal maestro Vico Consorti. Questa collaborazione permise alla Fonderia di avere anche altre commissioni per le chiese di Roma: le porte centrali della Basilica di Santa Maria Maggiore, modellate da Ludovico Pogliaghi e la porta della chiesa di Sant'Eugenio (1951) progettata dall'ingegner Enrico Galeazzi. La collaborazione con la Santa Sede è proseguita anche in anni più recenti: la Fonderia Artistica Ferdinando Marinelli si è infatti occupata di realizzare il corrimano in bronzo della Nuova Rampa dei Musei Vaticani inaugurata nel 2000 da Papa Giovanni Paolo II.

## Il cavallo Sacrifice e Il Diploma d'Onore

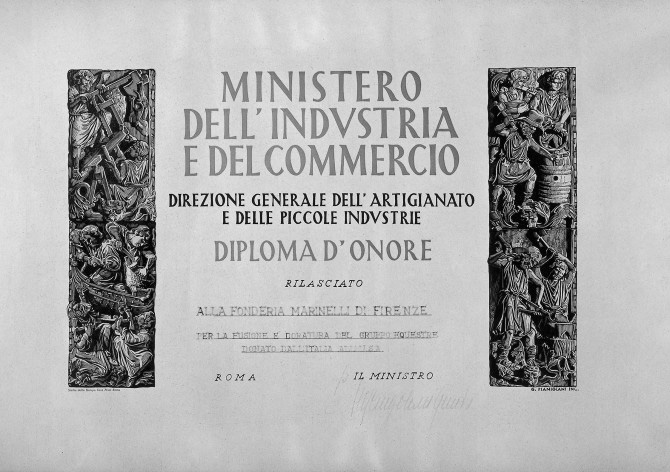
Diploma rilasciato per la fusione del Monumento 'Sacrifice'

Il Diploma d'Onore viene conferito alla Fonderia dal Ministero dell'Industria e Commercio nel dopoguerra, come riconoscimento per la fusione di 'Sacrifice' uno dei quattro cavalli allegorici che decorano l'Arlington Memorial Bridge di Washington. Il monumento è opera dello scultore statunitense, Leo Friedlander. Il progetto, nato alla fine degli anni Venti e bloccato in seguito alla Grande depressione, fu ripreso nel 1938 e portato a termine solo dopo la fine della Seconda Guerra Mondiale. I cavalli per l'Arlington Memorial Bridge sono dono dell'ambasciatore italiano Alberto Tarchiani, a nome del Governo italiano. L'inaugurazione avvenne il 26 dicembre 1951 a Washington

## Le fusioni più importanti
Una selezione delle opere e dei monumenti più importanti realizzati dalla Fonderia Artistica Ferdinando Marinelli.
| Anno | Artista                 | Titolo                                            | Luogo                                                  | Paese              | Foto |
| ---- | ----------------------- | ------------------------------------------------- | ------------------------------------------------------ | ------------------ | ---- |
| 1927 | Mario Moschi            | Monumento ai caduti della Grande Guerra           | Piazza Dalmazia, Firenze                               | Italia             |      |
| 1929 | José Belloni            | La Carretta dei Pionieri                          | Parque Batlle, Montevideo                              | Uruguay            |      |
| 1930 | Guglielmo Colasanti     | Madonna degli Angeli                              | Basilica di Santa Maria degli Angeli, Assisi           | Italia             |      |
| 1930 | José Belloni            | Guglielmo Tell                                    | Parque Rodò, Montevideo                                | Uruguay            |      |
| 1932 | Antonio Maraini         | Scala elicoidale dell'ingresso dei Musei Vaticani | Città del Vaticano                                     | Città del Vaticano |      |
| 1939 |                         | Sepolcro di Papa Pio XI                           | Città del Vaticano                                     | Città del Vaticano |      |
| 1944 | Vico Consorti           | Porta della Riconoscenza (Porta del Perdono)      | Duomo di Siena, Siena                                  | Italia             |      |
| 1949 | Leo Friedlander         | Sacrifice                                         | Arlington Memorial Bridge, Washington                  | Stati Uniti        |      |
| 1950 | Vico Consorti           | Porta santa                                       | Basilica di San Pietro in Vaticano, Città del Vaticano | Città del Vaticano |      |
| 1953 | Giovanni Cappelletti    | Cristoforo Colombo                                | Newport, Rhode Island                                  | Stati Uniti        |      |
| 1960 | Valteroni               | Porta della Cattedrale di Oropa                   | Santuario di Oropa, Biella                             | Italia             |      |
| 1969 | Mario Moschi            | Porta del Sacro Cuore                             | Basilica del Sacro Cuore, Sassari                      | Italia             |      |
| 1972 | Bruno Burracchini       | Santa Caterina da Siena                           | Fortezza Medicea, Siena                                | Italia             |      |
| 1984 | Sergio Benvenuti        | Fontana dei due oceani                            | San Diego, California                                  | Stati Uniti        |      |
| 1989 | Robert Dean             | Monumento a Eisenhower                            | Grosvenor Square, Londra                               | Regno Unito        |      |
| 1998 | Replica da Pietro Tacca | Fontana del Porcellino                            | Loggia del Mercato Nuovo, Firenze                      | Italia             |      |
| 1998 |                         | Restauro delle sale del Cremlino                  | Gran Palazzo del Cremlino, Mosca                       | Russia             |      |
| 1999 |                         | Corrimano della Nuova Rampa dei Musei Vaticani    | Città del Vaticano                                     | Città del Vaticano |      |
| 2001 | Sergio Benvenuti        | Fontana dei Broncos                               | Sports Authority Field at Mile High, Denver            | Stati Uniti        |      |
| 2005 | Onofrio Pepe            | Porta del Mito                                    | Sede della Cassa di Risparmio di Firenze, Firenze      | Italia             |      |
| 2006 | Replica da Giambologna  | Bacco                                             | Borgo San Jacopo, Firenze                              | Italia             |      |
| 2007 | Replica da Ghiberti     | San Matteo                                        | Chiesa di Orsanmichele, Firenze                        | Italia             |      |
| 2008 | Replica                 | Minerva etrusca                                   | Museo archeologico nazionale, Firenze                  | Italia             |      |
| 2008 | Valentina Stevanovska   | Guerriero a cavallo                               | Macedonia Square, Skopje                               | Macedonia del Nord |      |
| 2008 | Replica da Donatello    | David, con dorature originali                     | Museo nazionale del Bargello, Firenze                  | Italia             |      |
| 2010 | Replica                 | Chimera di Arezzo                                 | Museo archeologico nazionale, Firenze                  | Italia             |      |
| 2013 | Arto Tchakmaktchian     | Espoir                                            | Laval, Montréal                                        | Canada             |      |
| 2016 | Daši Namdakov           | Table                                             |                                                        |                    |      |
| 2016 | Ana Tzarev              | Bird of Paradise                                  | Monaco                                                 |                    |      |
| 2017 |                         | Restauro della Fontana dei Tritoni                | La Valletta                                            | Malta              |      |

## Riconoscimenti
- Premio Columbus nel 2020 per l'arte